# Test du marshmallow

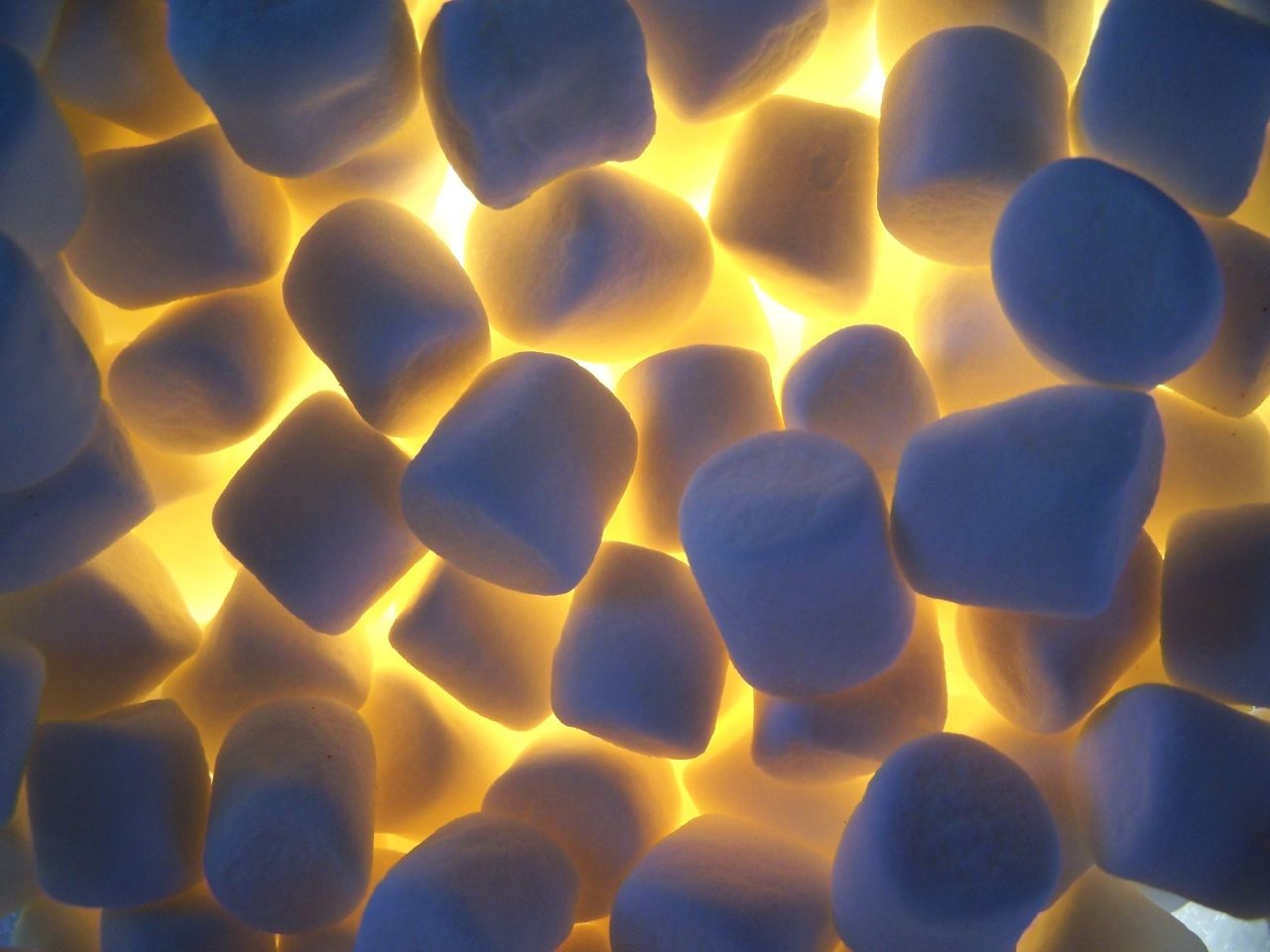
Marshmallows.

Le test du marshmallow ou expérience de la guimauve est une étude sur la gratification différée conduite en 1972 par le psychologue Walter Mischel de l'université Stanford.
Un marshmallow (une guimauve) est offert à chaque enfant. Si l'enfant résiste à l'envie de manger la guimauve, il en obtient par la suite deux autres en guise de récompense. Les scientifiques analysaient la durée pendant laquelle chaque enfant résiste à la tentation, et démontraient qu'une grande patience était synonyme de succès. Les résultats interprétés par les auteurs montrent que plus grande est la maîtrise de soi (mesurée par la capacité de gratification différée), plus les chances de réussir sont grandes.
Une réplication par Watts, Duncan et Quan montre un lien plus faible entre la maîtrise de soi pendant l'expérience de la guimauve et la probabilité de succès futur. Ces résultats nuancent les conclusions précédentes et suggèrent que d'autres facteurs tels que l'environnement familial et les capacités cognitives ne doivent pas être négligés.

## Explications proposées
L'hippocampe des sujets qui choisissent la récompense différée est plus actif dans des expériences similaires. L'hippocampe impliqué dans la mémoire permettrait d'envisager les événements à long terme.

## Critique du test et de ses conclusions
Des études plus récentes ont fortement remis en question les conclusions de l'article initial et sa reprise dans la littérature populaire. Elles réfutent la corrélation entre la réussite du test et la réussite dans la vie mais également le principe que les enfants qui mangent la guimauve sont simplement incapables de résister à la tentation. Certains enfants pourraient en effet choisir de manger la guimauve de manière tout à fait rationnelle car leur expérience leur a appris à privilégier une récompense sûre à une situation future incertaine : pour eux « un tiens vaut mieux que deux tu l'auras ».

## Dans la culture populaire
Ce test est évoqué dans Second Tour, un film français écrit et réalisé par Albert Dupontel, sorti en 2023 ou l'on évoque un enfant gardé par la famille Mercier choisi sur la fratrie de jumeaux d'une réfugiée roumaine, celui ayant obtenu le meilleur résultat au test du marshmallow.